# Hibbingita
La hibbingita és un mineral de la classe dels halurs que pertany al grup de l'atacamita. Rep el seu nom de la localitat de Hibbing, a Minnesota (Estats Units), la seva localitat tipus.

## Característiques
La hibbingita és un halur de fórmula química Fe₂²⁺(OH)₃Cl. Va ser aprovada com a espècie vàlida per l'Associació Mineralògica Internacional l'any 1991. Cristal·litza en el sistema ortoròmbic. És soluble en aigua i en etanol.
Segons la classificació de Nickel-Strunz, la hibbingita pertany a «03.DA: Oxihalurs, hidroxihalurs i halurs amb doble enllaç, amb Cu, etc., sense Pb» juntament amb els següents minerals: atacamita, melanotal·lita, botallackita, clinoatacamita, kempita, paratacamita, belloïta, herbertsmithita, kapellasita, gillardita, haydeeïta, anatacamita, claringbul·lita, barlowita, simonkol·leïta, buttgenbachita, connel·lita, abhurita, ponomarevita, anthonyita, calumetita, khaidarkanita, bobkingita, avdoninita i droninoïta.

## Formació i jaciments
Va ser descoberta al complex Duluth de la localitat de Hibbing, al comtat de St. Louis de Minnesota, als Estats Units. També als Estats Units ha estat descrita als estats de Geòrgia, Oregon i Texas. També ha estat trobada a Mèxic, Canadà, Rússia, República Txeca, Alemanya, Dinamarca i Finlàndia.